# Ateneo Femenino
El Ateneo femenino fue una agrupación femenina boliviana fundada en La Paz en abril de 1923, autodefinida como una Sociedad Femenina con fines intelectuales artísticos y de bien público, entre estos últimos se hallaban la liberación femenina, el derecho a la cédula de identidad, el derecho a disponer de su herencia y a conseguir una paternidad responsable, identificaban a la ideología patriarcal y su responsabilidad por la guerra y los conflictos.
Las integrantes del grupo pertenecían a familias con acceso a la educación y por lo tanto sus integrantes eran mujeres letradas que reclamaban derechos en su condición de tales.
El Ateno Femenino convocó en 1929 a la Convención Femenina un encuentro que reunió a varias agrupaciones, de diferentes lugares, corrientes ideológicas y clases sociales. Bajo su impulso se crearon agrupaciones locales en Cochabamba, Oruro y Sucre.

## Historia
Entre sus fundadoras se encontraban María Luisa Sánchez Bustamante, Carmen Sánchez Bustamante, Ana Rosa Tornero y Etelvina Villanueva. Según refieren noticias de la época pudo haber nacido como una organización hermana del Ateneo de la juventud, organización de hombres intelectuales fundada dos años antes.
Durante la Guerra del Chaco el Ateneo Femenino dotó de uniformes a dos legiones, una de clase popular y otra de señoritas.

## Reivindicaciones
En el momento de su conformación en 1923 la agrupación tenía una serie de objetivos, los mismos se fueron consiguiendo durante las décadas siguientes a su fundación, décadas en las que el movimiento continuo siendo importante en el ambiente político del país, pero habiendo establecido distancia con otros movimientos femeninos por su pertenencia a la clase alta y su defensa de los derechos limitados a condiciones previas.
Entre algunos de los objetivos establecidos e impulsados por el Ateneo femenino tenemos:
- Derecho de las mujeres a la identidad, la cédula, conseguido en 1944.
- Ley del Divorcio, sancionada en 1932
- Derecho al voto otorgado en el nivel municipal en 1945; ejercido en 1947. Otorgado de manera universal en 1952;ejercido en 1956.
- Igualdad de los hijos ante la Ley que se concretó después de la Constituyente de 1938
- Derecho de las mujeres a disponer de su propia herencia concretada también en 1938
- Acceso al empleo público